# Lespesia affinis
Lespesia affinis är en tvåvingeart som först beskrevs av Townsend 1927.  Lespesia affinis ingår i släktet Lespesia och familjen parasitflugor. Inga underarter finns listade i Catalogue of Life.